# Acuario de Estambul
El Acuario de Estambul (en turco: İstanbul Akvaryum) abrió sus puertas en abril de 2011, es un miembro oficial de la Asociación Mundial de Zoológicos y Acuarios (WAZA). El sitio se encuentra a 5 km del aeropuerto Internacional Atatürk, cerca de la autopista y de los sistemas de transporte ferroviario en Florya, que se encuentra en la costa suroeste de Estambul, en Turquía.
El acuario de Estambul tiene una posición líder entre los acuarios de todo el mundo gracias a su volumen, la variedad de especies de peces, y las actividades en sus rutas de recorridos.